# 増井経夫
増井 経夫（ますい つねお、1907年（明治40年）1月28日 - 1995年（平成7年）6月17日）は日本の東洋史学者。専攻は清代史。

## 略歴
1907年、東京都生まれ。東京帝国大学文学部東洋史学科に進み、1930年に卒業。卒業論文は「清代の広東貿易について」。
卒業後は日本大学、東京外国語大学、明治学院大学、武蔵高等学校等で講師を務めた後、武蔵大学教授を経て、金沢大学法文学部教授に就任。1972年に金沢大学法文学部教授を定年退官。

## 著書
- 『太平天国』（岩波新書、1951年）。復刊1991年ほか
- 『アヘン戦争と太平天国』 （弘文堂〈アテネ文庫〉、1956年）
- 『アジアの歴史と歴史家』（吉川弘文館［ユーラシア文化史選書］、1966年、新版1982年）
- 『中国の歴史と民衆』（吉川弘文館、1972年）
- 『中国の歴史7　清帝国』（講談社、1974年）
  - 『大清帝国』（講談社学術文庫、2002年）
- 『世界の歴史 11　中華帝国』（講談社、1977年）
- 『「智嚢」 中国人の知恵』 （朝日新聞社〈朝日選書〉、1978年）。オンデマンド版2005年
- 『中国の二つの悲劇－アヘン戦争と太平天国』（研文出版、1978年）
- 『中国的自由人の系譜』（朝日新聞社〈朝日選書〉、1980年）。オンデマンド版2005年
- 『中国史－そのしたたかな軌跡　人間の世界歴史10』（三省堂、1981年）
- 『中国の歴史書　中国史学史』（刀水書房〈刀水歴史全書〉、1984年）
- 『中国人の知恵とその裏側』（講談社、1985年）
- 『中国の銀と商人』（研文出版〈研文選書〉、1986年）
- 『史記の世界』（日本放送出版協会〈NHKブックス〉、1987年）
- 『線香の火』（研文出版〈研文選書〉、1987年）- 随想集
- 陳舜臣共著『揚子江』（中公新書、1982年）

### 訳書
- 『支那ギルド論』 H.B.モース（生活社、1941年）
- オーガスタス・リンドレー 『太平天国　李秀成の幕下にありて』（今村与志雄共訳、平凡社東洋文庫 全4巻、1964-1965年）。ワイド版2007年
- 劉知幾 『史通　唐代の歴史観』（平凡社、1966年／研文出版、1981年）
- 李贄 『焚書　明代異端の書』（平凡社、1969年）